# 漁火恋唄
「漁火恋唄」（いさりびこいうた）は小柳ルミ子の楽曲で、6枚目のシングルである。1972年11月10日にワーナー・ブラザース・パイオニアから発売された。
この曲で1973年の大晦日に放送された『第24回NHK紅白歌合戦』に出場した。

## 収録曲
- 全作曲：平尾昌晃　編曲：森岡賢一郎

1. 漁火恋唄 (3:26)
作詞：山上路夫
2. 娘ざかり (3:43)
作詞：安井かずみ

## 収録アルバム
- 小柳ルミ子 CD-BOX
- GOLDEN☆BEST 小柳ルミ子 シングル・コレクション